# Джессіка Таунсенд
Джессіка Таунсенд (англ. Jessica Townsend, нар. 18 квітня 1985, Калаундра, Квінсленд) — австралійська письменниця, відома серією дитячих фантастичних романів, зокрема серією книг про Невермур.
Її дебютний роман «Невермур: Випробування Морріґан Кроу» отримав премію «Книга року» на Австралійській премії книжкової індустрії, і потрапив у шортлист Літературних нагород прем'єра Нового Південного Уельсу у 2019 році, та отримав премію Патрісії Райтсон для дитячої літератури. На Літературному фестивалі в Аделаїді «Невермур» виграв як і премію за найкращу загальноопубліковану роботу, так і за дитячу. Він також виграв Дитячу книжкову премія «Уотерстоун» для молодшої художньої літератури у 2018 році.Права на фільми про «Невермур» були продані компанії 20th Century Fox у 2016 році. Також уже відомий сценарист, Дрю Годдард, який буде адаптовувати сценарій книги для фільму.

## Творчість

### Серія книг про Невермур
- Невермур: Випробування Морріґан Кроу оригінал англ. (2017), в Україні (2018)
- Дивосміт: Покликання Морріґан Кроу оригінал англ. (2018), в Україні (2020)
- Hollowpox: The Hunt for Morrigan Crow оригінал англ. (2020), в Україні (ЩНВ)[8]

## Біографія
Джессіка Таунсенд виросла у Квінсленді, Австралія. Свою першу історію вона написала у віці 7 років, і вона була опублікована в бюлетені місцевої бібліотеки. Таунсенд почала писати першу книгу з серії «Невермур» того року, коли закінчила середню школу.  Вона працювала 8 років копірайтером, а в Австралійському зоопарку Стіва Ірвіна - 5 років, також, вона працювала редактором дитячого журналу Crikey!  Вона переїхала до Лондона у 22 роки та протягом останніх 10 років жила і жила у Квінсленді та Лондоні. Продаж книг про «Невермур» дозволив Джессіці Таунсенд стати штатним письменником.
Невермур: Випробування Морріґан Кроу був першим романом Джессіки. Інтерес до видавничих прав почався на Франкфуртському книжковому ярмарку у 2016 році, і права на нього подали вісім різних видавничих компаній.  Таунсенд вирішила продати права видавничій компанії Hachette в рамках шестизначного контракту на три книги.  У 2019 році контракт з Hachette був розширений ще на три книги.  Джессіка заявила, що вона уже написала сюжети для дев'яти книг з серії про «Невермур».

## Літературні натхнення
Джессіка Таунсенд згадувала кілька літературних творів, які надихнули її на своє написання. До них входять: книга Маленькі жінки, яку вона називає своєю улюбленою, The Baby-Sitters Club, Темні матерії, Злий (роман Магуайра), Вторгнення: Битва за рай, No Gun For Asmir, і серія книг про Гаррі Поттера. Її роботи порівнювали з роботами Дж. К. Роулінг і вона назвала Роулінг як її основне натхнення. До фільмових впливів входять Віллоу і Повернення в країну Оз.
Критики також відзначають подібність між світом Невермура та сучасним Лондоном. 